# Metaxanthia
Metaxanthia este un gen de insecte lepidoptere din familia Arctiidae.

Cladograma conform Catalogue of Life:
| Metaxanthia | \| \| Metaxanthia atribasis \| \| \| \| \| \| Metaxanthia aurantiocauda \| \| \| \| \| \| Metaxanthia aureiventris \| \| \| \| \| \| Metaxanthia threnodes \| \| \| \| \| \| Metaxanthia vespiformis \| \| \| \| |
|             | \| \| Metaxanthia atribasis \| \| \| \| \| \| Metaxanthia aurantiocauda \| \| \| \| \| \| Metaxanthia aureiventris \| \| \| \| \| \| Metaxanthia threnodes \| \| \| \| \| \| Metaxanthia vespiformis \| \| \| \| |
|             | Metaxanthia atribasis |
|             | |
|             | Metaxanthia aurantiocauda |
|             | |
|             | Metaxanthia aureiventris |
|             | |
|             | Metaxanthia threnodes |
|             | |
|             | Metaxanthia vespiformis |
|             | |